# Важкий міжпланетний корабель

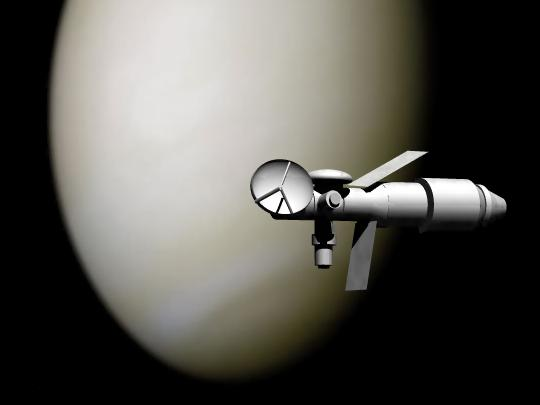
Важкий міжпланетний корабель у поданні художника

Важкий міжпланетний корабель (ВМК) — розроблюваний на початку 1960-х років у Радянському Союзі космічний корабель, що призначався для багаторічних космічних експедицій і висадки космонавтів на найближчі планети Сонячної системи (Марс і в осяжному майбутньому Венера). Запуск корабля на Марс був запланований на 8 червня 1971 року (велике протистояння, коли планети зближуються на найменшу відстань), повернення — на 10 липня 1974 року.
У проєктному відділі ОКБ-1 під керівництвом М. К. Тихонравова, розглядалися різні варіанти кораблів для польоту до Марса. Дослідження велися паралельно двома групами конструкторів під керівництвом Г. Ю. Максимова і К. П. Феоктистова.

## Проєкт Максимова
Розроблюваний Г. Ю. Максимовим проєкт був націлений на відносно швидку реалізацію програми доступними на той час засобами. Передбачалося створити корабель невеликої маси, розрахований на екіпаж з трьох космонавтів. План передбачав обліт Марса з дослідженням на пролітній траєкторії і без посадки на його поверхню або без виходу на навколомарсіянську орбіту з наступним поверненням корабля в район Землі з посадкою відокремлюваного спускного апарата.

## Проєкт Феоктистова
Проєкт К. П. Феоктистова мав на увазі більш складну багатопускову схему зі складанням ВМК на навколоземній орбіті і подальшим його розгоном до Марса. За планом двигуни корабля отримували енергію від ядерної енергетичної установки. Відштовхуючись від заданої траєкторії польоту з поверненням в район Землі, тривалість польоту по якій перевищує рік, автори проєкту приділили велику увагу розробці систем життєзабезпечення екіпажу корабля. Опрацьовувалися питання регенерації кисню, моделювання замкнутої екологічної системи Землі, запасу їжі, психологічних питань тривалого перебування екіпажу в замкнутому просторі корабля, захисту екіпажу від сонячних спалахів і галактичного фонового випромінювання тощо.

## Заморожування проєкту
Розробка ВМК першого варіанту показала доцільність створення на Землі експериментального комплексу, дана ідея була реалізована. Роботи з реалізації другого варіанту в 1969 році закінчилися випуском аванпроєкту. На початку 1970-х років було вирішено створити орбітальні станції, щоб зрозуміти, чи можна довгостроково літати в космосі без створення штучного тяжіння; пізніше керівництво країни задумало реалізовувати місячну програму. Пріоритети змістилися у напрямі робіт за цими двома проєктами. Пізніше закриття робіт за одним із ключових елементів ВМК — ракетою H-1 — призвело до швидкого згортання програми.